# Liga de Voleibol Superior Masculino 1991
La Liga de Voleibol Superior Masculino 1991 si è svolta nel 1991: al torneo hanno partecipato 15 franchigie portoricane e la vittoria finale è andata per la undicesima volta, la quarta consecutiva, ai Changos de Naranjito.

## Regolamento
La competizione vede le quindici franchigie partecipanti divise in due gruppi, detti Sezione A e Sezione B, e posti in posizione gerarchica tra loro:
- Nella Sezione A concorrono sette franchigie, che danno vita ad un girone all'italiana:

Le prime quattro classificate accedono ai play-off scudetto, dove si affrontano in quattro round-robin dai quali le prime due classificate accedono alla finale scudetto, disputata al meglio delle sette gare;
L'ultima classificata retrocede in Sezione B;
- Nella Sezione B concorrono otto franchigie, divise geograficamente in due gironi, che danno vita ad un girone all'italiana:

Le prime due classificate di ogni girone accedono ai play-off promozione, dove si affrontano in due round-robin dai quali le prime due classificate accedono alla finale dei play-off promozione, disputata al meglio delle sette gare;

## Squadre partecipanti[1]
| Sezione A: - Cafeteros de Yauco - Caribes de San Sebastián - Changos de Naranjito - Criollos de Caguas - Leones de Ponce - Patriotas de Lares - Plataneros de Corozal | Sezione B: - Bucaneros de Arroyo - Corsarios de Cabo Rojo - Gigantes de Adjuntas - Guayacanes de Guayanilla - Montañeses de Utuado - Playeros de San Juan - Toritos de Cayey - Vampiros de Moca |

## Campionato[1]

### Sezione A

#### Regular season

##### Classifica
| Pos. | Squadra                  | Pt | G  | V  | P  | SV | SP | Ratio | PF | PS | Ratio |
| ---- | ------------------------ | -- | -- | -- | -- | -- | -- | ----- | -- | -- | ----- |
| 1    | Changos de Naranjito     | 44 | 24 | 22 | 2  |    |    |       |    |    |       |
| 2    | Caribes de San Sebastián | 32 | 24 | 16 | 8  |    |    |       |    |    |       |
| 3    | Plataneros de Corozal    | 30 | 24 | 15 | 9  |    |    |       |    |    |       |
| 4    | Criollos de Caguas       | 20 | 24 | 10 | 14 |    |    |       |    |    |       |
| 5    | Patriotas de Lares       | 20 | 24 | 10 | 14 |    |    |       |    |    |       |
| 6    | Leones de Ponce          | 18 | 24 | 9  | 15 |    |    |       |    |    |       |
| 7    | Cafeteros de Yauco       | 4  | 24 | 2  | 22 |    |    |       |    |    |       |

| Ai play-off scudetto |

##### Gara di spareggio
|  | Gara di spareggio |                    |   |  |
|  |                   |                    |   |  |
|  | 4                 | Criollos de Caguas | 1 |  |
|  | 5                 | Patriotas de Lares | 0 |  |

#### Play-off

##### Round-robin

###### Classifica
| Pos. | Squadra                  | Pt | G  | V  | P  | SV | SP | Ratio | PF | PS | Ratio |
| ---- | ------------------------ | -- | -- | -- | -- | -- | -- | ----- | -- | -- | ----- |
| 1    | Changos de Naranjito     | 24 | 12 | 12 | 0  |    |    |       |    |    |       |
| 2    | Plataneros de Corozal    | 16 | 12 | 8  | 4  |    |    |       |    |    |       |
| 3    | Caribes de San Sebastián | 6  | 12 | 3  | 9  |    |    |       |    |    |       |
| 4    | Criollos de Caguas       | 2  | 12 | 1  | 11 |    |    |       |    |    |       |

| In finale scudetto |

##### Finale scudetto
|  | Finale scudetto |                       |   |  |
|  |                 |                       |   |  |
|  | 1               | Changos de Naranjito  | 4 |  |
|  | 2               | Plataneros de Corozal | 0 |  |

### Sezione B

#### Regular season

##### Classifica centro-ovest
| Pos. | Squadra                | Pt | G  | V  | P  | SV | SP | Ratio | PF | PS | Ratio |
| ---- | ---------------------- | -- | -- | -- | -- | -- | -- | ----- | -- | -- | ----- |
| 1    | Vampiros de Moca       | 28 | 20 | 14 | 6  |    |    |       |    |    |       |
| 2    | Gigantes de Adjuntas   | 28 | 20 | 14 | 6  |    |    |       |    |    |       |
| 3    | Corsarios de Cabo Rojo | 20 | 20 | 10 | 10 |    |    |       |    |    |       |
| 4    | Montañeses de Utuado   | 16 | 20 | 8  | 12 |    |    |       |    |    |       |

| Ai play-off promozione |

##### Classifica sud-est
| Pos. | Squadra                  | Pt | G  | V  | P  | SV | SP | Ratio | PF | PS | Ratio |
| ---- | ------------------------ | -- | -- | -- | -- | -- | -- | ----- | -- | -- | ----- |
| 1    | Bucaneros de Arroyo      | 34 | 20 | 17 | 3  |    |    |       |    |    |       |
| 2    | Playeros de San Juan     | 14 | 20 | 7  | 13 |    |    |       |    |    |       |
| 3    | Guayacanes de Guayanilla | 12 | 20 | 6  | 14 |    |    |       |    |    |       |
| 4    | Toritos de Cayey         | 8  | 20 | 4  | 16 |    |    |       |    |    |       |

| Ai play-off promozione |

##### Serie di spareggio
|  | Gara di spareggio 1 |                        |   |  |
|  |                     |                        |   |  |
|  | 2                   | Corsarios de Cabo Rojo | 1 |  |
|  | 3                   | Montañeses de Utuado   | 0 |  |

|  | Gara di spareggio 2 |                        |   |  |
|  |                     |                        |   |  |
|  | 1                   | Playeros de San Juan   | 0 |  |
|  | 2                   | Corsarios de Cabo Rojo | 1 |  |

#### Play-off promozione

##### Classifica
| Pos. | Squadra                | Pt | G | V | P | SV | SP | Ratio | PF | PS | Ratio |
| ---- | ---------------------- | -- | - | - | - | -- | -- | ----- | -- | -- | ----- |
| 1    | Vampiros de Moca       | 8  | 6 | 4 | 2 |    |    |       |    |    |       |
| 2    | Corsarios de Cabo Rojo | 8  | 6 | 4 | 2 |    |    |       |    |    |       |
| 3    | Gigantes de Adjuntas   | 8  | 6 | 4 | 2 |    |    |       |    |    |       |
| 4    | Bucaneros de Arroyo    | 0  | 6 | 0 | 6 |    |    |       |    |    |       |

| In finale play-off promozione |

##### Gara di spareggio
|  | Gara di spareggio |                        |   |  |
|  |                   |                        |   |  |
|  | 2                 | Gigantes de Adjuntas   | 1 |  |
|  | 3                 | Corsarios de Cabo Rojo | 0 |  |

##### Finale promozione
|  | Finale scudetto |                      |   |  |
|  |                 |                      |   |  |
|  | 1               | Vampiros de Moca     | 4 |  |
|  | 2               | Gigantes de Adjuntas | 3 |  |